# Государственный строй Испании
Основные законодательные и исполнительные органы власти.
В соответствии с Конституцией Испании 1978 года Испания — является Парламентарной Монархий, в которой разделены законодательная, исполнительная и судебная власти. Глава государства — король.

## Законодательная власть
Законодательная власть принадлежит парламенту Испании (Cortes Generales), состоящему из представителей испанского народа, которые выбираются каждые 4 года. Он состоит из двух палат: конгресса и сената. Они наделены законодательной властью, имеют функции принятия государственного бюджета, управления работы правительства, а также другие полномочия и обязанности, принадлежащие им по конституции. Представителей выбирают тайным голосованием через применение всеобщего, свободного, равного, прямого избирательного права. Все граждане Испании, имеющие политические права, могут выбирать или быть избранными.  

## Исполнительная власть
Исполнительная власть принадлежит государственному правительству, которое состоит из председателя правительства, заместителя председателя правительства, министров и других предусмотренных законом лиц.  Согласно Статья 99. 1. После каждого обновления состава Конгресса депутатов и в других предусмотренных Конституцией случаях Король после консультаций с представителями политических партий, представленных в парламенте, предлагает через председателя Конгресса выставляет кандидата на пост главы правительства. Правительство руководит внутренней и внешней политикой, гражданской и военной администрацией. А обороной согласно Статья 62 В обязанности Короля входит   :h осуществление верховного командования вооруженными силами.
Правительство  выполняет функции исполнительной власти и имеет право создавать урегулирования, соответствующие конституции и соответствующим законам.

### Министерства
В настоящее время правительство представлено премьер-министром (Pedro Sánchez), вице-президентом (Nadia María Calviño Santamaría) и 12 министрами:
- José Manuel García-Margallo y Marfil, Министерство иностранных дел и международного сотрудничества (Ministerio de Asuntos Exteriores y Cooperación)
- Alberto Ruiz-Gallardón, Министерство юстиции (Ministerio de Justicia)
- Pedro Morenés Eulate, Министерство обороны (Ministerio de Defensa)
- Cristóbal Montoro Romero, Министерство финансов (Ministerio de Hacienda y Administraciones Públicas)
- Jorge Fernández Díaz, Министерство внутренних дел (Ministerio del Interior)
- Ana María Pastor Julián, Министерство развития (Ministerio de Fomento)
- José Ignacio Wert Ortega, Министерство образования (Ministerio de Educación, Cultura y Deporte)
- María Fátima Báñez García, Министерство занятости и социальной защиты (Ministerio de Empleo y Seguridad Social)
- José Manuel Soria López, Министерство промышленности, энергетики и туризма (Ministerio de Industria, Energía y Turismo)
- Miguel Arias Cañete, Министерство сельского хозяйства, питания и окружающей среды (Ministerio de Agricultura, Alimentación y Medio Ambiente)
- Luis de Guindos Jurado, Министерство экономики (Ministerio de Economía y Competitividad)
- Ana Mato, Министерство здравоохранения (Ministerio de Sanidad, Servicios Sociales e Igualdad)

## Департаменты
Департаменты министерств и другие органы под их управлением составляют государственную администрацию, функции которой — координация, планирование, инспекция и документирование.
Государство может передавать полномочия автономным регионам в тех случаях, когда это возможно, но в любом случае правительство обладает исключительной властью. Таким образом, например, государственные власти отвечают за вопросы, касающиеся граждан Испании, как единого целого в международных вопросах.
Таким образом, исполнительная власть государства включает в себя урегулирование основных вопросов, гарантирующих равенство граждан Испании, соблюдение их конституционных прав и обязанностей, касающихся национальности, эмиграции, статуса, убежища, вопросов обороны и вооружённых сил, денежной и банковской систем, экономического планирования и иностранной торговли, судебной администрации, коммерческого, уголовного, исправительного, процессуального, профессионального и гражданского законодательства, а также вопросов, касающихся интеллектуальной и промышленной собственности, народных богатств и национальных долгов.
Процесс децентрализации затронул многие министерства, среди которых и Министерство образования и науки. Это привело к новой организации управления образовательной системой и изменению законодательства в силу того, что обе ветви власти были децентрализованы и переданы автономным регионам, кроме полномочий, закреплённых за государством.

## Дополнительная информация
- Исторический обзор
- Официальные языки и языки меньшинств
- Общая организация и управление образовательной системой Испании
- Образование в Испании